# Dejan Čukić
Dejan Čukić, né le 25 novembre 1966 à Ivangrad (aujourd'hui Berane) au Monténégro, est un acteur serbo-danois. Il est connu pour avoir tenu le rôle du cardinal Giuliano della Rovere dans la série Borgia.

## Filmographie

### Cinéma
- 1995 : Operation Cobra : Zak
- 1996 : Ondt blod : Salto
- 1996 : Bella, min Bella : Drago
- 1999 : I Kina spiser de hunde : Arvid
- 2003 : Who's the Greatest : News Reader
- 2004 : Hotet : Jacek
- 2005 : Bag det stille ydre : David
- 2005 : Opbrud : Gustav
- 2007 : Daisy Diamond : Bettina
- 2007 : Erik Nietzsche, mes années de jeunesse : Selkoff
- 2007 : Just Another Love Story : Frank
- 2007 : Le Pège : Ivkovic
- 2008 : Ulvenatten : Ramzan Jevlojev
- 2009 : Simon & Malou : Simon
- 2009 : Vanvittig forelsket : Pierre Duret
- 2009 : Original : Max
- 2010 : Easy Money : Radovan
- 2011 : Noget i luften : Alexander
- 2012 : Stockholm noir. Mafia blanche : Radovan
- 2013 : Circles (Krugovi) : Nadin muz
- 2013 : Stockholm Stories : Gustav
- 2013 : Easy Money : Le Dernier Souffle : Radovan
- 2017 : Fantasten : Claus
- 2017 : Innan vi dör
- 2018 : Maja
- 2019 : Skammerens Datter II : Slangens Gave
- 2024 : Trouble (Strul) de Jon Holmberg (sv)  : Norinder

### Télévision
- 1993 : En succes
- 1995 : Landsbyen  : Simon
- 1998 : Taxa : Dean
- 2000-2001 : D-dag : Boris
- 2001 : Den serbiske dansker : Vuk (Ratko)
- 2002-2003 : Nikolaj og Julie : Philip Krøyer
- 2002 : Hvor svært kan det være: Carsten
- 2003 : Skjulte spor : Haak
- 2006 : Anna Pihl : Stavro
- 2007 : Performances : Marko
- 2010 : Bienvenue à Larkroad : Martin Egholm
- 2010 : Wallander : Enquêtes criminelles : Lars
- 2011-2014 : Borgia : Guiliano Della Rovere
- 2012 : Lykke : Alf Thyregod